# Tayari Jones
Pour les articles homonymes, voir Jones.
Tayari Jones (née le 30 novembre 1970 à Atlanta) est une autrice et romancière américaine. 

## Biographie
Originaire de Géorgie, Tayari Jones intègre le Spelman College, puis l'Université de l'Iowa, où elle prépare une maîtrise en langue anglaise. Elle rejoint ensuite l’Université de Géorgie et travaille aux côtés de Judith Ortiz Cofer (en) et Kevin Young. Après avoir quitté l’établissement, elle s'inscrit en Master of Fine Arts à l'Université d'État de l'Arizona. Elle y rencontre Ron Carlson et Jewell Parker Rhodes.

## Carrière littéraire
Tayari Jones débute l’écriture alors qu’elle est encore étudiante au Spelman College. Elle y rencontre l'autrice Pearl Cleage (en) qui est à l’origine de la publication de sa première histoire Eugenics dans le magazine Catalyst.
Son premier roman, Leaving Atlanta, est édité en 2002 par les éditions Warner Books. L’ouvrage se compose d’un récit à trois voix dans le contexte des Atlanta Child Murders de 1979-1981. L’autrice écrit ce texte alors qu'elle est étudiante à l'Arizona State University. La trame se base sur l'expérience d'un enfant à Atlanta pendant cette période. En 2003, elle est lauréate du Hurston-Wright Legacy Award for Debut Fiction. Aletha Spann, filiale de la 30Nineteen Productions est détentrice des droits du livre pour une adaptation cinématographique.
En 2005, The Untelling prend également place à Atlanta. Tayari Jones suit le parcours identitaire de la jeune Ariadne qui tente de se construire malgré la perte de membres clés de sa famille quand elle était enfant et une mère excentrique et étouffante. Le livre est récompensé du prix littéraire Lillian Smith.
En 2011, elle publie son troisième roman Silver Sparrow chez Algonquin Books et relate le questionnement et les secrets d'un homme partagé entre ses deux familles cohabitant dans la même ville,. 
An American Marriage, est publié le 6 février 2018. Le même jour, l'animatrice et productrice américaine Oprah Winfrey évoque le livre comme son coup de cœur littéraire,. Le récit s'attache à un couple afro-américain dont la vie est ébranlée lorsque le mari est arrêté pour un crime qu'il n'a pas commis,,. Il est sélectionné pour le National Book Award 2018.

## Enseignement
Tayari Jones a enseigné l'écriture créative à l'Université d'Illinois et à l'Université George-Washington. Elle est membre de la faculté du Master of Fine Arts au Newark Campus de l'Université Rutgers.

## Publications

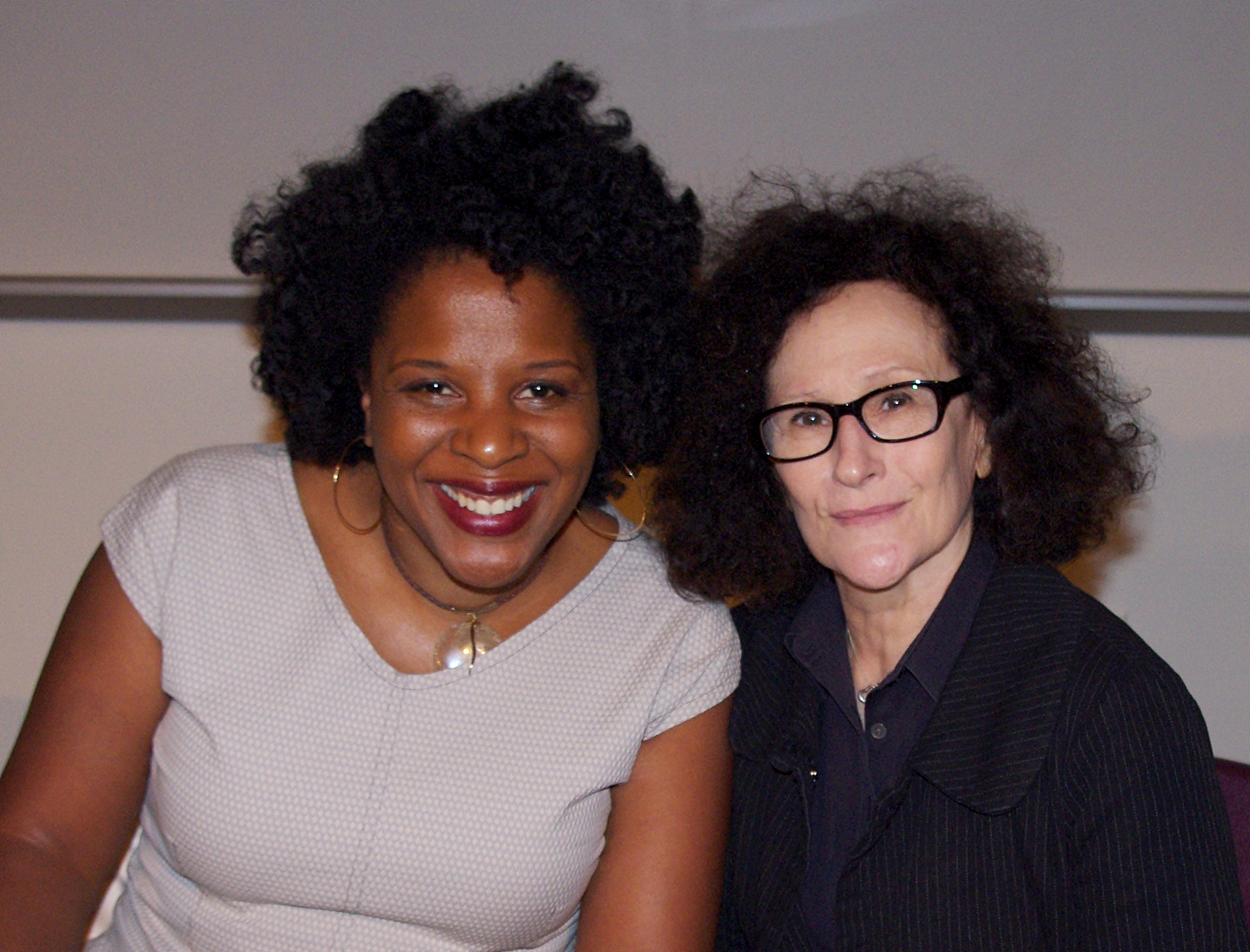
Tayari Jones et Lynne Tillman au Festival du livre de Brooklyn, New York, 2011.

- Leaving Atlanta, Warner Books, 272p, 2002,  (ISBN 0446528307)
- The Untelling, Warner Books, 336p, 2005,  (ISBN 0446532460)
- Silver Sparrow, Algonquin Books, 2011
- An American Marriage, Algonquin Books, 320p, 2018,  (ISBN 1616201347) ((fr) Un mariage américain, Plon, 2019, trad. Karine Lalechère)

## Distinctions
- 2000 : Prix Hurston/Wright Award for College Writers
- 2003 : Prix Hurston/Wright Legacy de la première œuvre pour Leaving Atlanta
- 2005 : Prix littéraire Lillian Smith pour The Untelling
- 2008 : Bourse Collins pour les artistes américains
- 2011 : Bourse de l'Institut Radcliffe
- 2019 : Baileys Women's Prize for Fiction